# Pobreza en Indonesia

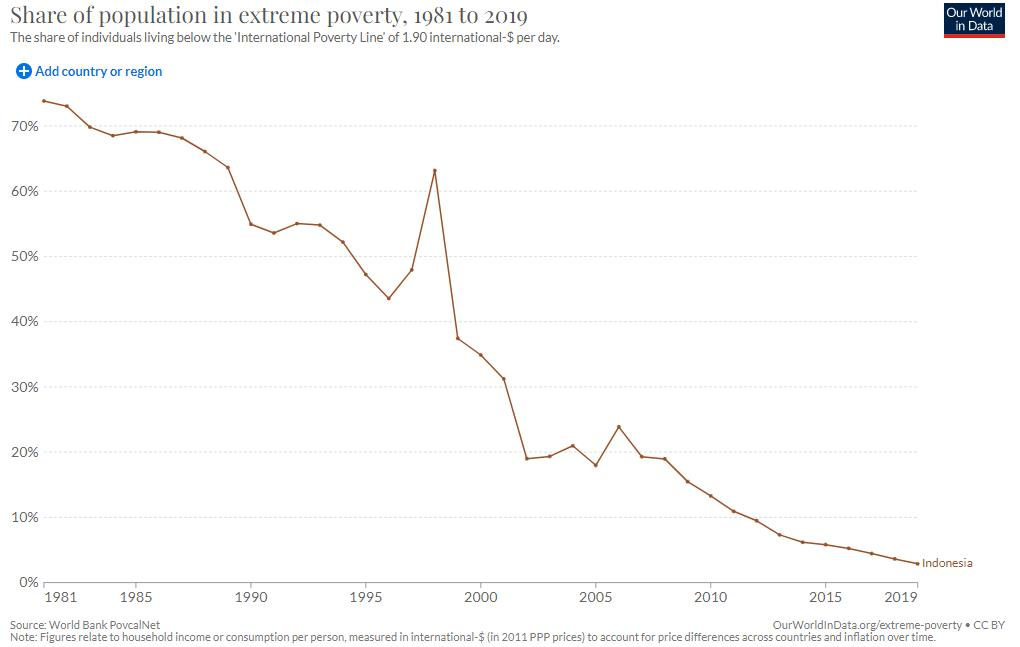
Porcentaje de la población en situación de pobreza extrema

La pobreza en Indonesia es un asunto extendido, aunque en años recientes los números oficiales muestran una tendencia decreciente. Debido a la densidad de la naturaleza rural de partes de Java, Bali, Lombok, y partes de Sumatra, la pobreza puede ser clasificada como pobreza rural y urbana. La pobreza urbana es la que prevalece no sólo en Jabodetabek, sino en Medan y Surabaya también. 
Como archipiélago, características de pobreza y las implicaciones varían ampliamente entre una isla y otra o entre una cultura y otra. La parte indonesia de Nueva Guinea (que comprende las provincias de Papúa yPapúa del Oeste) tiene serios problemas de pobreza debido a aislamientos económicos, culturales, lingüísticos y físicos que le separa del resto de Indonesia.

## Cifras
En febrero de 1999, hasta 47.97 millones de personas fueron clasificadas como pobres, representando un 47.43% de la población de la nación.  Aun así, esta cifra debe tener en cuenta el movimiento de la rupia en la crisis financiera asiática.  Hacia julio del 2005, dicho número se redujo a 35.10 millones, representando el 41.97% de la población total.  Cifras que se hicieron disponibles en marzo del 2007 muestran que 37.17 millones de personas se encuentran por debajo de la línea de pobreza que representa el 20.58% del total de la población.
Basado en un informe del Banco Asiático de Desarrollo, la población nacional de Indonesia en 2015 era en 255.46 millones, del cual el 47.2% vive por debajo de la línea de pobreza nacional.
La línea de pobreza nacional de Indonesia representa un consumo de Rp302,735 (25 dólares) mensuales por persona, aproximadamente 82 centavos al día.  También existe una temprana disparidad hacia 2014, donde el 23.8% de la población rural se clasificó como pobre, mientras que la población urbana contaba con un 16.2%. Esto se deriva de los empleos de baja productividad disponibles en el país en agricultura y en los sectores de servicios de gama baja.